# Franciscópolis
Franciscópolis é um município brasileiro do estado de Minas Gerais. Sua população recenseada em 2022 era de 5 034 habitantes.